# Kophung
Kophung (hangul: 고풍군, Kophung-kun, handzsa: 古豊郡, RR: Kop'ung-kun, ’régi bőség’) megye Észak-Koreában, Csagang (Chagang) tartományban.
1952-ben hozták létre Cshoszan (Ch'osan) megye két falvából: Ko-mjon (고면, 古面; „régi falu”, Ko-myŏn) és Phung-mjon (풍면, 豊面; „bőség falva”, P'ung-myŏn). A megye nevét is ezek összetétele teszi ki.

## Földrajza
Északkeletről Üvon (Wiwŏn), északról Cshoszan (Ch'osan), nyugatról Usi, délről Szongvon (Songwŏn), délkeletről Csoncshon (Chŏnch'ŏn) megyék határolják.
Legmagasabb pontja az 1704 méter magas Csuszaszan (주사산; 朱沙山, Chusasan).

## Közigazgatása
1 községből (up (ŭp)) és 12 faluból (ri (ri)) áll:
| - Kophung-up (고풍읍; 古豊邑, Kop'ung-ŭp) - Tongdo-ri (동도리; 東島里, Tongdo-ri) - Rjonggok-ri (룡곡리; 龍谷里, Ryonggok-ri) - Rjongdang-ri (룡당리; 龍塘里, Ryongdang-ri) - Rjongde-ri (룡대리; 龍大里, Ryongdae-ri) - Rjongszong-ri (룡성리; 龍星里, Ryongsŏng-ri) - Rjongphung-ri (룡풍리; 龍豊里, Ryongp'ung-ri) | - Mundok-ri (문덕리; 文德里, Mundŏk-ri) - Pangszong-ri (방성리; 坊城里, Pangsŏng-ri) - Szamphjong-ri (삼평리; 三坪里, Samp'yŏng-ri) - Szokszang-ri (석상리; 石桑里, Sŏksang-ri) - Sincshang-ri (신창리; 新倉里, Sinch'ang-ri) - Volmjong-ri (월명리; 月明里, Wŏlmyŏng-ri) |

## Gazdaság
Kophung (Kop'ung) megye gazdasága élelmiszeriparra, ruhaiparra, faiparra, vegyiparra, gyógyszeriparra, gépiparra és papírgyártásra épül.

## Oktatás
Kophung (Kop'ung) megye egy földművelési főiskolának, illetve 17 középiskolának és 17 általános iskolának ad otthont.

## Egészségügy
A megye kb. 20 egészségügyi intézménnyel rendelkezik, köztük saját kórházzal.

## Közlekedés
A megye közutakon Kanggje (Kanggye) felől közelíthető meg.